# Scenkonstbiennalen
Scenkonstbiennalen är en svensk festival för alla scenkonstformer och arrangeras av Scensverige på olika platser i Sverige vartannat år. Som värd står någon av medlemsorganisationen Scensveriges anslutna teatrar.
Scenkonstbiennalen började som Svenska Teaterbiennalen 1993 respektive Svenska Dansbiennalen 1998 och innehåller utvalda föreställningar från hela landet, internationella gästspel, studentproduktioner, workshops, seminarier och många andra möjligheter till konstnärliga utbyten och samtal. 2013 bytte evenemanget namn till Scenkonstbiennalen.

## Historik biennaler

### Teaterbiennalen 1993
Teaterbiennalen 1993 gick av stapeln 20–23 maj i Stockholm.
Inom teaterbranschen hade det länge förts en diskussion om att arrangera en återkommande teaterfestival, och 1993 var det dags att förverkliga idéerna. Det bildades en Festivalgrupp inom Svensk Teaterunion där bland annat Teaterchefsklubben ingick. Göran O Eriksson var den som myntade namnet Svenska Teaterbiennalen, och redan från starten stod det alltså klart att det skulle vara ett evenemang som arrangerades vartannat år. Man bestämde då att biennalen skulle förläggas i Stockholm, och att Göteborg skulle arrangera en återkommande internationell festival.
Som värdteatrar och samarrangörer denna första biennal var Dramaten, Stockholms Stadsteater och Södra Teatern. På seminarierna dryftades bland annat: Finns det idag intresse för att skriva dramatik för unga? och Kulturpolitiken vid skiljevägen?

#### Valda föreställningar 1993
- Pojken och stjärnan, Teater Pero
- Lilla Boye, Klara Soppteater/Stockholms Stadsteater
- Delfinen, Unga Klara/Stockholms Stadsteater
- Tiden är vårt hem, Dramaten
- Boogie Woogie – Tavlor ur livet, Uppsala Stadsteater
- Allrakäraste syster, Jordcirkus
- Spöksonaten, Marionetteatern
- Trettondagsafton eller Vad du vill, Backateatern i Bulten
- Fröken Julie!, Länsteatern i Örebro
- Dagning röd, Norrbottensteatern
- Sagan om trollflöjten, Musikteatergruppen Oktober
- Oidipus och hans barn, Byteatern/Upsala Stadsteater

### Teaterbiennalen 1995
Teaterbiennalen 1995 gick av stapeln 10–13 april i Malmö.
Nu hade tanken att förlägga biennalen på olika platser i landet slagit rot och till denna biennal kom ca 700 deltagare. Det var dags för Skåne och Malmö att stå som värd för biennalen och man kunde t.ex. gå på seminarier med titlar som: Teatern som kreativ faktor i samhällsutvecklingen eller Skall länsteatrarna vara konstnärligt förnyande?

#### Valda föreställningar 1995
- Idlaflickorna, Dramaten
- Systrar, bröder, Dramaten
- Gisslan, Backa Teater
- Stormen ”Nu”, Tyst teater/Riksteatern
- Lilla tiger & Lilla Björn, Dockteatern Tittut
- Körsbärsträdgården, Stockholms Stadsteater
- Tre systrar, Grupp 98
- Lulu, Malmö Dramatiska Teater/Hipp
- Den blinda drottningen, Västanå teater
- Förvandlingen, Teater Galeasen
- Brott och straff, Teater Uno
- Cabaret, Studioteatern
- Det blödande pepparkakshjärtat, Folkteatern/En trappa ner

#### Samt sju radioteaterföreställningar
- En herrgårdssägen
- Att spela fyrhändigt med Tomas Tranströmer
- Fursten av Emigón
- Ulrike Meinhofs sång
- Lilja
- Änglar i Amerika
- Fedra

### Teaterbiennalen 1997
Teaterbiennalen 1997 gick av stapeln 15–19 mars i Luleå.
Biennalen gick av stapeln i Norrland och Luleå med Norrbottensteatern som värd. Man hade 1 mars samma år invigt The Ice Globe Theatre där Teater Vildängel spelade Välkommen till gemenskapen utanför biennalprogrammet.
Seminarier man kunde ta del av var t ex: Konst och moral – ett samtal, med inledning av Thorsten Flinck, om konstnärernas ansvar och Skilda världar? – om TV-överföringar och samarbetet mellan teatrarna och TV.

#### Valda föreställningar 1997
- En midsommarnattsdröm, Orionteatern
- En handelsresandes död, Nya Grupp 98/Galeasen
- Kråkslottspoeten, Musikteatergruppen Oktober
- Hästen och tranan, Orionteatern
- Hedda Gabler, Teater Västernorrland
- Harriet L, Jönköpings länsteater
- Flickorna från Fagertjörn, Västerbottensteatern
- Måsen, Byteatern
- Delfinen, Unga Riks
- Andrejs längtan, Marionetteatern
- Himlen är blå, Västerbottensteatern
- Kattresan, Dockteatern Tittut/Teatro Gioco Vita

### Dansbiennalen 1998
Den första Dansbiennalen, 1998 gick av stapeln 5–7 november i Stockholm.

#### Valda föreställningar 1998
- Törnrosa, Öppen repetition med Cullbergbaletten
- Stora verk för små scener, Norrdans
- Alldeles absolut A, Claire Parsons/Dansstationen Riksteatern
- Hemliga rum (2) eller ikväll är jag oemotståndlig, Birgitta Egerbladh Riksteatern
- Airbag, Philippe Blanchard Riksteatern
- Revlot eller?, Riksteatern
- Bardo,  Dansens hus

### Teaterbiennalen 1999
Teaterbiennalen 1999 gick av stapeln 12–16 maj i Norrköping och Linköping.
Med Östgötateatern som värd och för första gången en biennal med två värdstäder kunde man denna gång samla ca 800 deltagare. Vissa nyheter kunde presenteras; nitton olika grupper spelade på eget initiativ föreställningar på en fri scen under biennaldagarna, och tre teaterutställningar öppnades, däribland det svenska bidraget till Internationella scenografiquadriennalen i Prag.
Exempel på seminarium detta år: Är kvinnliga regissörer inkompetenta eller vad är det frågan om? och Publik i förändring.

#### Valda föreställningar 1999
- Flickan, mamman och soporna, Unga Klara/Stockholms Stadsteater
- Don Juan, Teater Galeasen
- Tre systrar, Folkteatern i Gävleborg/Göteborgs Stadsteater
- Ett drömspel, En Annan Teater
- Först föds man ju, Unga Riks/Riksteatern
- Hemliga rum eller Varför har jag så stora öron?, Moderna Dansteatern
- Folkmord eller Min lever är meningslös, Malmö Dramatiska Teater
- Vill ha syster!, Orionteatern
- Inte jag – för döva öron, Tyst Teater/Riksteatern
- Rumäner, Teater Galeasen/Nya Grupp 98
- För vårt högst personliga nöje, Teater Salieri
- Personkrets 3:1, SVT Drama/Dramaten/Riksteatern

### Teaterbiennalen 2001
Teaterbiennalen 2001 gick av stapeln 23–27 maj i Växjö.
Detta år kunde man läsa i kritikerjuryns text: ”Efter tio år med Svenska Teaterbiennalen har juryarbetet allt tydligare valt att välja det provokativa, det försöksinriktade, det intressanta och det udda…”.
Våren kom till Växjö i samband med biennalen och stadens gräsmattor fylldes av biennaldeltagare, som pustade i värmen mellan föreställningar och seminarier. Bland seminarierna Vem är mest konventionell? Vi som gör teatern eller de som ser den? och Dancing on bridges: Premodern arts in the postmodern age.

#### Valda föreställningar 2001
- Den europeiska kritcirkeln, Göteborgs Stadsteater
- Fadren, Teater Plaza
- Till Damaskus, Göteborgs Stadsteater
- Titta en älg, Teater Brunnsgatan Fyra
- Om detta är en människa, Dramaten/Riksteatern
- Erik XIV, Teater Halland
- Rannsakningen, Riksteatern
- Ur funktion, Upsala Stadsteater
- Medeas barn, Byteatern
- Dit foten för dig , Upsala Stadsteater/Unga Riks
- Det känns så det knakar, Regionteatarn Blekinge Kronoberg
- En sällsam dag på Larssons lager, Dockteaterverkstan

### Dansbiennalen 2001
Dansbiennalen 2001 gick av stapeln 28 mars–1 april i Umeå.

#### Valda föreställningar 2001
- Noodles, Philippe Blanchard/Adekwhat
- Samiska spår, Samiska teatern/Kompani Nomad
- Orbit, Bo Arenander/Plejaderna
- Al Aire, Marcus Wassberg/Riksteatern
- Spår, Kjell Nilsson/Ume Danskompani
- Peer Pressure, NorrDans
- Inasmuch as life is borrowed…, Ultima Vez
- Atomic, Su-En Butoh Company
- Arkhangelsk/Norr 2, Barnets Dansensemble
- Fredans, Virpi Pahkinen, Niklas Brommare, Malin Hellkvist Sellén mfl
- Urbanizm, Peter Marks, Majid Ghadiri, Jakob Isaksson, Karl Östman, DJ Sleepy mfl
- Stunder av ett liv, Sari Terävä/Inerdans
- Valse Fantaisie, Kungliga Baletten
- Det lilla rummet, Örjan Andersson/Andersson Dance Company
- På svenska, Kungliga Baletten
- Meadning:Zero, Stefan Eek
- 2lips, Cristina Caprioli/ccap
- Vara, Cullbergbaletten

### Teaterbiennalen 2003
Teaterbiennalen 2003 gick av stapeln 28 maj–1 juni i Uppsala.
Upsala Stadsteater stod som värd för denna biennal, som för första gången spräckte 1 000-strecket i antal deltagare. I kritikerjuryns text kunde man läsa: ”Ingen gång har den geografiska spridningen i vårt urval varit så usel som till biennalen i Uppsala. (—) Under 90-talet har teaterns landskap i Sverige förändrats åtskilligt. Regionteatrarna är verksamma inom en snävare ekonomisk ram än tidigare. Många regionala institutioner har minskat antalet produktioner, och de flesta är tvungna att satsa på säkra kassasuccéer för att kunna visa politikerna höga publiksiffror, repertoarens profil slätas sakta ut.”.
Nyhet detta år var att teaterhögskolorna för första gången presenterade sina slutproduktioner. En diskussionspunkt var: Samhällets ansvar för scenkonsten – scenkonstens ansvar för samhället. Man kunde även bevista ett samtal under rubriken: Marknadsföring eller folkbildning?

#### Valda föreställningar 2003
- Elektra, Upsala Stadsteater
- Albert Speer, Göteborgs Stadsteater
- Det allra viktigaste, Unga klara/Stockholms Stadsteater
- Någon kommer att komma, Riksteatern
- Eldansikte, Backstage/Stockholms Stadsteater
- Hot mot hennes liv, Teater Tribunalen
- Jag skulle ha ropat för länge sen, Teater Terrier
- Bl a, Teater Trixter
- Malla handlar – en slags musikal, Unga Riks/Riksteatern
- Fallna från månen, Dramaten
- Hönan som skulle till Dovrefjäll, Teater Spektaklet
- Ilja och Racko – två bröder, Pantomimteatern

### Dansbiennalen 2004
Dansbiennalen 2004 gick av stapeln 22–25 april i Skåne.

#### Valda föreställningar 2004
- Svansjön, Sasha Pepelyaev och Peeter Jalakas
- Lareigne & I’m a good cook. Spaghetti anybody, Stephen Petronio och Robert Zappalá/NorrDans
- Under Asp – en smak av blå vibrering, Carmen Olsson
- Atlanten, Margareta Åsberg/Dansprojektet Pyramiderna
- Festföreställning, Tim Rushton/Robert Galván/Örjan Andersson/Skånes Dansteater/Nyt Dansk Danseteater
- Solofestival med mig själv, Anna Vnuk/Riksteatern-JAM
- Pudding för en panda, Björn Elisson/SALTO!-residens
- Händelser i hemmet, Birgitta Egerbladh Dansteater/Teater Pero
- my lips, Cristina Caprioli/ccap
- Indras öra, Kajsa Giertz/Byteatern
- Synchrona, Lisa Torun/Lisa Torun Dance Company
- PUSH!, Nacho Duato/Nicolo Fonte/Birgitta Egerbladh/Göteborgsoperans balett
- Solo x 4 , Anna Välilä Leis/Bo Arenander/Helena Franzén/Satoshi Kudo
- Tro & tillit, Kersti Grunditz/Flockproductions
- Växlingar, Danstagen
- Ethnouveau, Transparente Blanche
- Al-Andalus, El Jaleo Flamenco & Tangocenter
- Rörelsen I & II/Plattform, Rörelsen

### Teaterbiennalen 2005
Teaterbiennalen 2005 gick av stapeln 4–8 maj i Umeå/Skellefteå.
Denna gång delades värdskapet mellan NorrlandsOperan och Västerbottensteatern. Över 1 200 biennaldeltagare trotsade vårvinterkylan och begav sig till Umeå/Skellefteå. Bland seminarier kan nämnas: För publik med napp och blöja samt Ibsen om och om igen – vad gör vi med våra klassiker?

#### Valda föreställningar 2005
- Medeas barn, Unga Klara
- Kyla, Riksteatern
- Det kalla barnet, Dramaten
- Pölsan, Västerbottensteatern
- Lavv, Ung scen/öst
- Ett dockhem, Göteborgs Stadsteater
- Prinsessdramer, Teater Galeasen
- Malmöiter, Malmö Dramatiska Teater
- Tjechovträdgården, Stockholms Stadsteater
- Till Damaskus med spöktåget, Moment:Teater
- Tre farbröder som inte ville dö, Folkteatern i Göteborg
- Märk mig, Riksteatern/Unga Riks

### Dansbiennalen 2006
Dansbiennalen 2006 gick av stapeln 11–14 maj i Göteborg.

#### Valda föreställningar 2006
- We dream of Simple Lives, Örjan Andersson
- Fönster mot Kosmos, Gun Lund/E=mc2
- Wool, NorrDans
- very very, Cristina Caproli
- The Journey, Fin Walker
- In Praise of Folly, Athina Vahla
- After Flood, Akito Company
- Åtjärn Stories, Gunilla Heilborn
- Kung Kristina, Malin Hellkvist Sellén
- Skymningens handske, Carmen Olsson
- Go to hell or leave in peace, Eva Ingemarsson
- Borta!, Minna Krook
- Den dansande garderoben – ett vrålkonstigt äventyr, Älvsborgsteaterns Dansensemble
- Verkar verkligt?, Christina Tingskog
- Spirit, Skånes Dansteater
- Aurora, GöteborgsOperans Balett
- Kära medborgare, Riksteatern
- Aurum, Björn Elisson
- Die Eigentümlichkeit, der Exhibitionismus Und die Damen von Welt, Bronja Novak
- Lägenhet mm, Kungliga Baletten
- Fadervår – en bön för dansare, Ivo Cramér
- Ras, Jens Östberg

### Teaterbiennalen 2007
Teaterbiennalen 2007 gick av stapeln 23–27 maj i Örebro.
Det blev en rekordbiennal med drygt 1 500 teaterarbetare på plats och mer än 80 internationella gäster från 33 länder.
Uppskattade nyheter på denna biennal var t.ex. Föreställningssamtal med utvald opponent som fick ifrågasätta juryns val av produktioner med jurymedlemmar till försvarare, och tre temablock, som avhandlade ett större ämne under tre eftermiddagar.
Temablocken var: Skolan, Teatern och barnen, Högt och lågt samt Tystnadens kultur. Vi hade också tre utländska gästspel från Kina, Laos och Polen. I stället för den avslutande debatten om biennalen och biennalföreställningarna presenterades en fiktiv framtidsrättegång i och med "Mordet på den konstnärliga teatern". Här ställdes frågan om huruvida den konstnärliga teatern hade dött – självdött eller bragts om livet – och det bollades vidare till publiken/juryn att ta med tankarna om teaterns överlevnad ut i allas vår teaterverkllighet.
Man kunde åhöra seminarier som t ex: Håll i hatten! Den nya kritiken är redan här, Scenkonstens framtida finansiering, Växthuseffekten; att skapa ny svensk dramatik och Konsten att lyckas som konstnär. På ett frukostsamtal diskuterades huruvida det är dags för en ny Strindbergsfestival, det gavs en frukostpresentation av Teaterhögskolornas jämställdhetsprojekt och en presentation av Teaterförbundets granskning av scenkonstområdets jämställdhet. Vid invigningen utanför Örebro slott bjöd värdteatern Länsteatern i Örebro på nyskriven musik och text – Markurell själv gästade inledningsvis biennalen och gav sin syn på dagens kulturpolitik.
Ytterligare en nyhet var att biennalen hade en egen webbplats, vilket också verkar ha varit uppskattat. De allra flesta anmälde sig via webbplatsen, och många utnyttjade siten på plats för att uppdatera sig kontinuerligt!

#### Valda föreställningar 2007
- The Mental States of Gothenburg, Angeredsteatern
- Dan då Dan dog, Jämtlands läns teater
- En helt vanlig diskbank, Masthuggsteatern
- Var är alla, Riksteatern
- Invasion!, Stockholms Stadsteater
- Samlarna, Teater Bhopa
- Jag har ett flygfotografi av kärleken, Teater Brunnsgatan Fyra
- Modet att döda, Teater Giljotin
- Drömmer om att dö (som en svensk med hög cred), Teater Terrier
- Nu är du Gud igen, Unga Riks/Riksteatern
- En uppstoppad hund, SVT Drama
- Vinter snart, Länsteatern Örebro

### Dansbiennalen 2008
Dansbiennalen 2008 gick av stapeln 6–9 maj i Umeå.

#### Valda föreställningar 2008
- Om om, Shintaro och Tilman O’Donnell
- Duett ur Heart of Silk, Pontus Lidberg
- gaxa, videoverk Ulrika Wedin
- Läggdags, Kjell Nilsson
- ur Pepparkakeland, Rani Nair
- Rintrah Roars, Åsa Unander-Scharin/Moderna Dansteatern
- School for Fools, Sasha Pepelyaev/NorrDans
- The Adaptation, Björn Säfsten
- Freak Show, Bortalaget och Jens Östberg

### Teaterbiennalen 2009
Teaterbiennalen 2009 gick av stapeln 3–7 juni i Borås.
Juryn arbetade också med en referensgrupp med flera kritiker från olika delar av landet. Nytt för 2009 års biennal var nyordningen att inte vänta med att offentliggöra juryns val, till dess att samtliga produktioner var valda. Istället presenterades valen av föreställningar fortlöpande.

#### Valda föreställningar 2009
- 'Dumstrut, Backa teater
- Att döda ett tivoli, Backa teater
- Brott och straff, Backa teater
- En herrgårdssägen, Västanå teater/Riksteatern
- Drömström och Rundlund, Dramaten
- Räddad, Östgötateatern/Riksteatern
- Svårast är det med dom värdelösa, Teater Västernorrland
- Vems lilla mössa flyger?, Orionteatern
- Petra von Kants bittra tårar, Stockholms Stadsteater
- Den bergtagna, Teater Galeasen/Strindbergs Intima Teater
- Heterofil, Teatr Weimar
- Allt blir bättre, Regionteater Väst
- Tjuven, Uppsala Stadsteater
- Det är vi som är hemgiften, Klungan
- Tre systrar, Stockholms Stadsteater (spelades ej på biennalen)

### Teaterbiennalen 2011
Teaterbiennalen 2011 gick av stapeln 11–15 maj i Gävle.
1582 deltagare och medverkande var med och upplevde den tionde och sista Teaterbiennalen som 2011 gick av stapeln i Gävle. Över 70 utländska gäster från drygt 30 olika länder var också med och bidrog till den mest välbesökta Biennalen hittills. Den lokala publiken i regionen tog också flitigt del i de cirka 130 programpunkter som biennalen erbjöd.
Värd för Teaterbiennalen 2011 var Skottes Musikteater, Riksteatern Gävleborg och Gävle Teaterförening.

#### Valda föreställningar 2011
- De röda skorna, Stockholms Stadsteater Skärholmen
- Man ska ju vara två, Norrbottensteatern
- Kom ta min hand, Folkteatern i Gävleborg
- Tröstar jag dig nu?, Unga Klara
- Ferdydurke, Turteatern
- Katitzi, Folkteatern i Göteborg
- Lagarna, Teater Galeasen
- Ingvar! En musikalisk möbelsaga, Malmö stadsteater
- En är ilsken, en är rädd, en gör allt för att bli sedd, Riksteatern
- Publiken, Göteborgs Stadsteater
- Ur ett övergivet arbete, Helsingborgs stadsteater/Dramaten
- När blir det snart?, Mittiprickteatern
- No tears for queers, Regionteater väst/Riksteatern
- Kvinnan från förr, Helsingborgs Stadsteater (spelades ej på biennalen)
- Babel, Göteborgs Stadsteater (spelades ej på biennalen)

#### Internationella gästspel 2011
- Juha, Finland
- Je danse et je vous en donne à bouffer, Frankrike/Tunisien

### Scenkonstbiennalen 2013
Scenkonstbiennalen 2013 ägde rum den 21–26 maj i Jönköping med det nya Kulturhuset Spira som huvudarena. Över 1800 deltagare, medverkande, internationella gäster och journalister deltog på denna första svenska Scenkonstbiennalen. Scenkonstbiennalen innefattade 16 utvalda produktioner, 5 internationella gästspel, 2 föreställningar från värdteatern samt 6 studentproduktioner; tillsammans 66 föreställningar. Under de sex dagarna festivalen pågick anordnades också över 100 övriga seminarier, workshops, samtal, möten etc.
Biennalen 2013 stod också som värd för ett internationellt musikteaterevenemang – Music Theatre NOW – och presenterade nordiska pjäser i Nordic Drama Train. Värd för Scenkonstbiennalen 2013 var Smålands Musik och Teater.

#### Valda föreställningar 2013
- 5boys.com, Backa Teater
- C, Dramaten
- Carmina Burana, Folkoperan
- Doppelgänger, Regionteater Väst Dans
- Den kaukasiska kritcirkeln, Folkteatern Gävleborg
- From Sammy with love, Stockholms Stadsteater
- Future Memory, Rani Nair
- Introduction, Björn Säfsten
- Jag ringer mina bröder, Malmö Stadsteater & Riksteatern
- Name of the next song, Andersson Dance Company
- Natten är dagens mor, Norrbottensteatern
- Njutningens Ekonomi, Poste Restante
- Roses & Beans, Shake it Collaborations
- Rövare, Unga Dramaten
- SCUM-Manifestet, CP-Counterforce Produktion & Turteatern
- This is not a love story, Gunilla Heilborn

#### Internationella gästspel
- Autumn dance, Shabnam Tolouei
- Kung Ubu och ungrarna, Budapest Báb Szinhaz
- Our story, Tehrik-e-Niswan (Women’s Movement)
- Trash cuisine, Belarus Free Theatre
- Women of Troy, Royal District Theatre

#### Värdföreställningar 2013
- Det värdefulla, Teateri
- Maria Stuart, Smålands Musik & Teater

#### Studentföreställningar
- Amorina, Teaterhögskolan i Luleå
- Dans och Cirkushögskolan presenterar masterprogrammet i nya performativa praktiker, Dans- och cirkushögskolan
- Klass, Teaterhögskolan i Malmö
- Rent, Högskolan för scen och musik vid Göteborgs universitet
- Roberto Zucco, Stockholms dramatiska högskola
- Sing the body electric!, Operahögskolan i Stockholm

### Scenkonstbiennalen 2015
Scenkonstbiennalen 2015 i Malmö 26–31 maj var den dittills mest omfattande. Den samlade under namnet Scenfest två scenkonstfestivaler under en gemensam satsning: Scenkonstbiennalen samt Fri scen med en mängd produktioner och arrangemang av lokala ensembler i Malmö-regionen. Dessutom kombinerades detta med den internationella kongressen Visions for the Future: Building Bridges arrangerad av International Society for the Performing Arts (ISPA) i Malmö och Köpenhamn.

### Scenkonstbiennalen 2017
Scenkonstbiennalen 2017 ägde rum i Norrköping 23–28 maj och Östgötateatern var värd för evenemanget, som hade 1400 besökare. 

### Scenkonstbiennalen 2019
Scenkonstbiennalen 2019 ägde rum i Sundsvall och i Härnösand 14–19 maj.

### Scenkonstbiennalen 2021
Scenkonstbiennalen 2021 var ett semi-digitalt evenemang som ägde rum 18-21 maj. På grund av pandemin visades filmatiseringar och dokumentationer av flertalet föreställningar, och allt streamades gratis för åskådarna. 

### Scenkonstbiennalen 2022
År 2022 hölls en extrainsatt biennal, på grund av att året innan till största del hade varit digital. Biennalen ägde rum 7-12 juni i Västerås och Västmanlands teater var värdar. 

#### Valda föreställningar 2022
- De kommer att drunkna i sina mödrars tårar, Unga Klara
- Pianofavoriter, Norrdans
- Vildanden, Göteborgs stadsteater
- Stolthet och fördom

eller The Story of Mr Darcy, Mr Bingley, Mr Wickham, Mr Collins & Mr Bennet, Teater Halland
- Titta pappa, en död cirkus, Teatee Brunnsgatan 4
- Ambulans, Lumor i samarbete med Dramaten
- Ett frö i rymden, Marionetteatern
- Stolthet och fördom, Turteatern
- Hemma hos, Angereds teater
- Moln, Kompano Giraff
- Zebran, Vadstena-akademien
- Homo(sapiens), Karolin Kent
- The world is full of married men, Malmö dockteater
- Transplantation, Norrlandsoperan
- Club Janzon, Astrid Menasanch Tobieson

#### Värdföreställningar 2022
- ASEA - Här kommer framtiden!, Västmanlands teater
- Hur man lever, Västmanlands teater

### Scenkonstbiennalen 2023
2023 fyllde biennalen 30 år, och ägde rum i Stockholm, där den första teaterbiennalen såg dagens ljus. Dramaten var värdteater för denna biennal, som ägde rum 30 maj-4 juni.

#### Valda föreställningar 2023
- Min totala njutning, Lilith Performance Studio
- Närheten, Shake it Collaborations
- Vildanden, Göteborgs stadsteater
- Noche, Cullbergbaletten
- Brinn, Unga Klara
- Våroffer, Norrdans
- Arv, Dramaten
- Norma, Folkoperan
- K, Folkteatern i Göteborg
- Strandad, Kungliga Operan
- seven methods of killing kylie jenner, Riksteatern
- Tschandala/Tattaren, Strindbergs Intima Teater
- Hammer, Göteborgsoperan
- Älskarinnorna, Uppsala stadsteater

#### Värdföreställning 2023
- Den yttersta minuten, Dramaten